# کنتربری، نیوزیلند
 کانتربوری بزرگ‌ترین منطقه نیوزیلند است و مرکز آن شهر کرایست چرچ است.

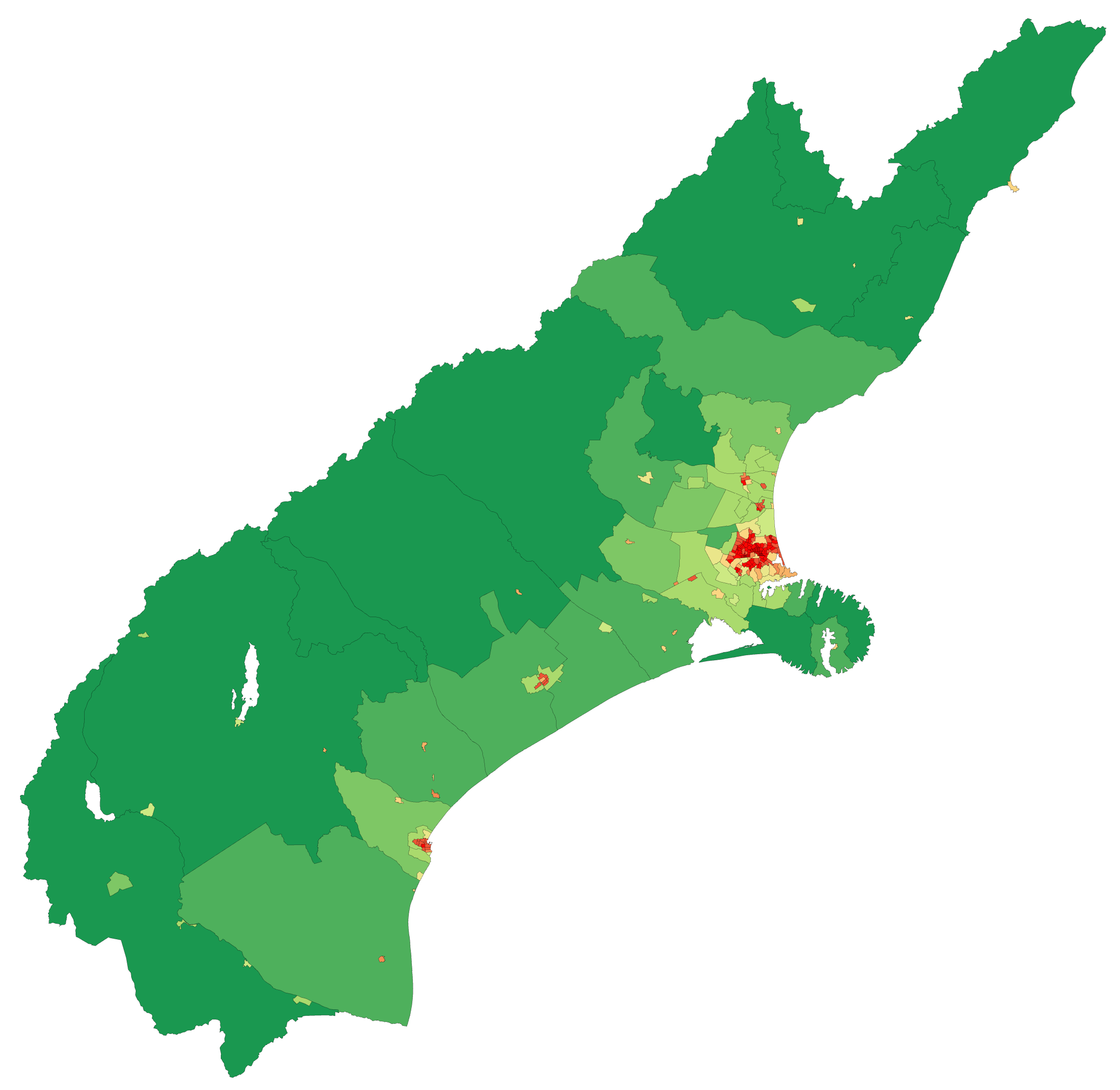
نقسه ای که توزیع جمعیت را در منطقه(استان) نشان می دهد

## جُستارهای وابسته
- کوه‌های وینتراسلو

## نگارخانه

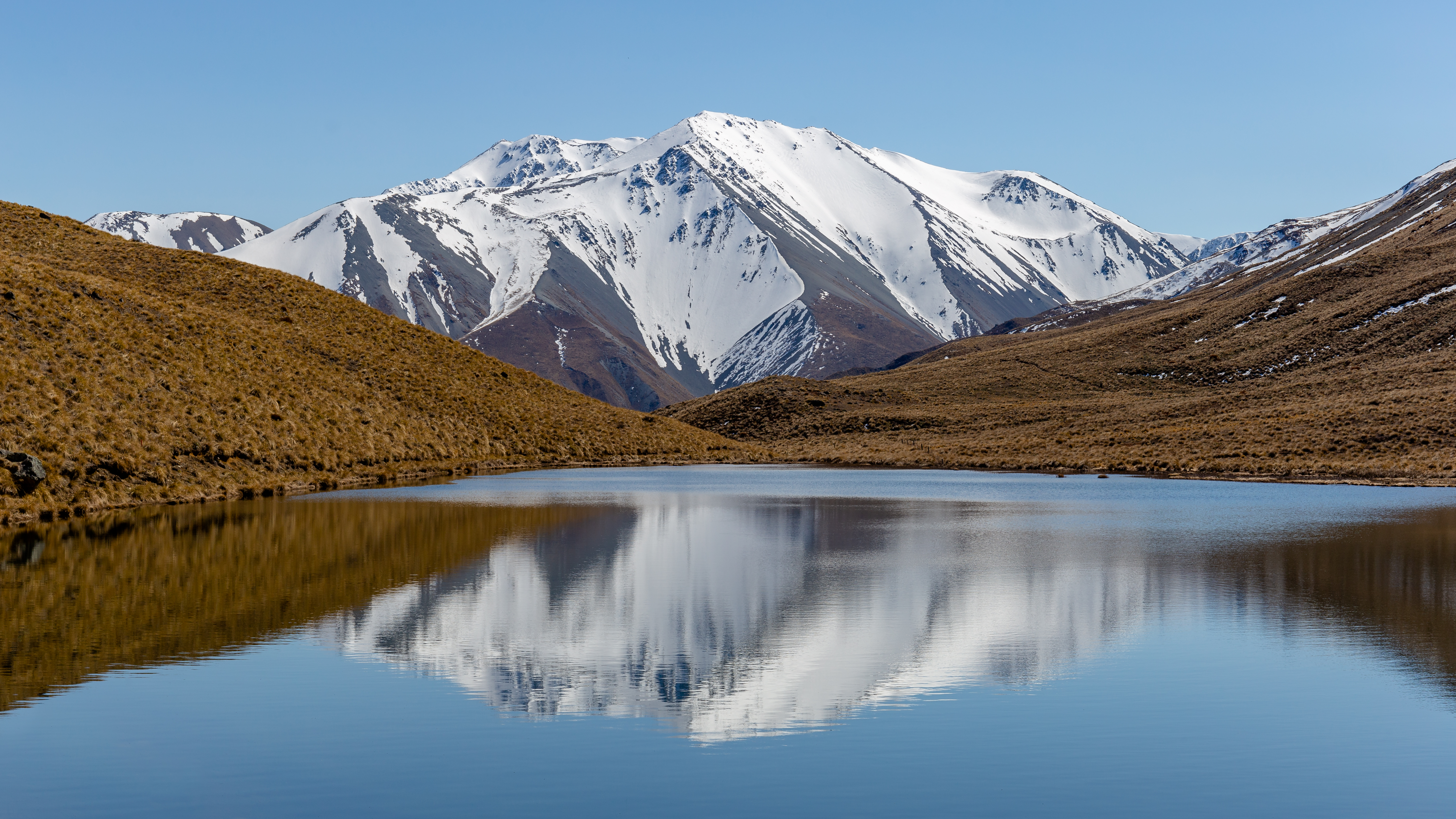
دریاچه میستری در کنتربری